# Jazmín Morelos
Jazmín Morelos är en ort i Mexiko.   Den ligger i kommunen Santiago Apoala och delstaten Oaxaca, i den sydöstra delen av landet, 290 km sydost om huvudstaden Mexico City. Jazmín Morelos ligger 2 392 meter över havet och antalet invånare är 160.
Terrängen runt Jazmín Morelos är kuperad. Runt Jazmín Morelos är det glesbefolkat, med 20 invånare per kvadratkilometer. Närmaste större samhälle är El Fortín Alto, 7,2 km sydväst om Jazmín Morelos. Trakten runt Jazmín Morelos består i huvudsak av gräsmarker.